# Фрейзер-Прайс, Шелли-Энн
Шелли-Энн Фрейзер-Прайс (англ. Shelly-Ann Fraser-Pryce; род. 27 декабря 1986, Кингстон) — ямайская легкоатлетка, которая специализируется в беге на короткие дистанции (60, 100 и 200 метров). Трёхкратная олимпийская чемпионка и 11-кратная чемпионка мира в 2008—2022 годах. Признана лучшей легкоатлеткой мира 2013 года, 4 раза признавалась лучшей спортсменкой года на Ямайке (2012, 2013, 2015, 2019). Была знаменосцем сборной Ямайки на церемониях открытия Олимпийских игр 2016 и 2020 годов. Рассматривается экспертами как один из сильнейших спринтеров в истории лёгкой атлетики.
Известна своей миниатюрностью (рост 152 см) и страстью к необычным причёскам, владеет собственным салоном Chic Hair Ja. В 2011 году вышла замуж за Джейсона Прайса (англ. Jason Pryce) и стала выступать под двойной фамилией. 7 августа 2017 года родила сына Зиона (англ. Zyon), из-за чего пропустила чемпионат мира 2017 года. Стала первой представительницей Ямайки среди послов доброй воли ЮНИСЕФ.

## Карьера

### 2000-е годы

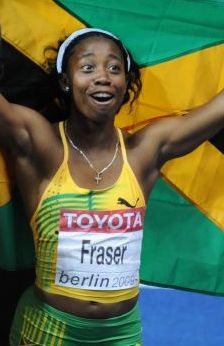
2009 год, Берлин

В 2007 году в Осаке 20-летняя Фрейзер завоевала свою первую в карьере медаль чемпионатов мира. В эстафете 4×100 метров она выступала только в предварительном забеге, где команда Ямайки показала второй результат. В финале ямайские бегуньи всего лишь 0,03 сек уступили американкам в борьбе за золото, Фрейзер получила свою серебряную награду.
На Олимпийских играх 2008 года 21-летняя Шелли-Энн Фрейзер 17 августа выиграла золото на дистанции 100 метров с личным рекордом (10,78 сек), опередив своих соотечественниц Шерон Симпсон и Керрон Стюарт, разделивших серебро с результатом 10,98. В эстафете 4×100 метров ямайские бегуньи показали лучшее время в предварительных забегах (42,24, Фрейзер бежала на первом этапе), и, после того как американки не сумели выйти в финал, считались однозначными фаворитами. В финале Фрейзер бежала первой и передала эстафету лидером, но затем ямайские легкоатлетки ошиблись при передаче эстафеты со второго на третий этап и не сумели финишировать. Первое место изначально заняли россиянки, но позднее, после дисквалификации одной из участниц сборной России, золото перешло к команде Бельгии.
На чемпионате мира 2009 года в Берлине Фрейзер выиграла два золота — на дистанции 100 метров с национальным рекордом 10.73 сек (Керрон Стюарт отстала на 0,02 сек) и в эстафете 4×100 метров.

### 2010-е годы

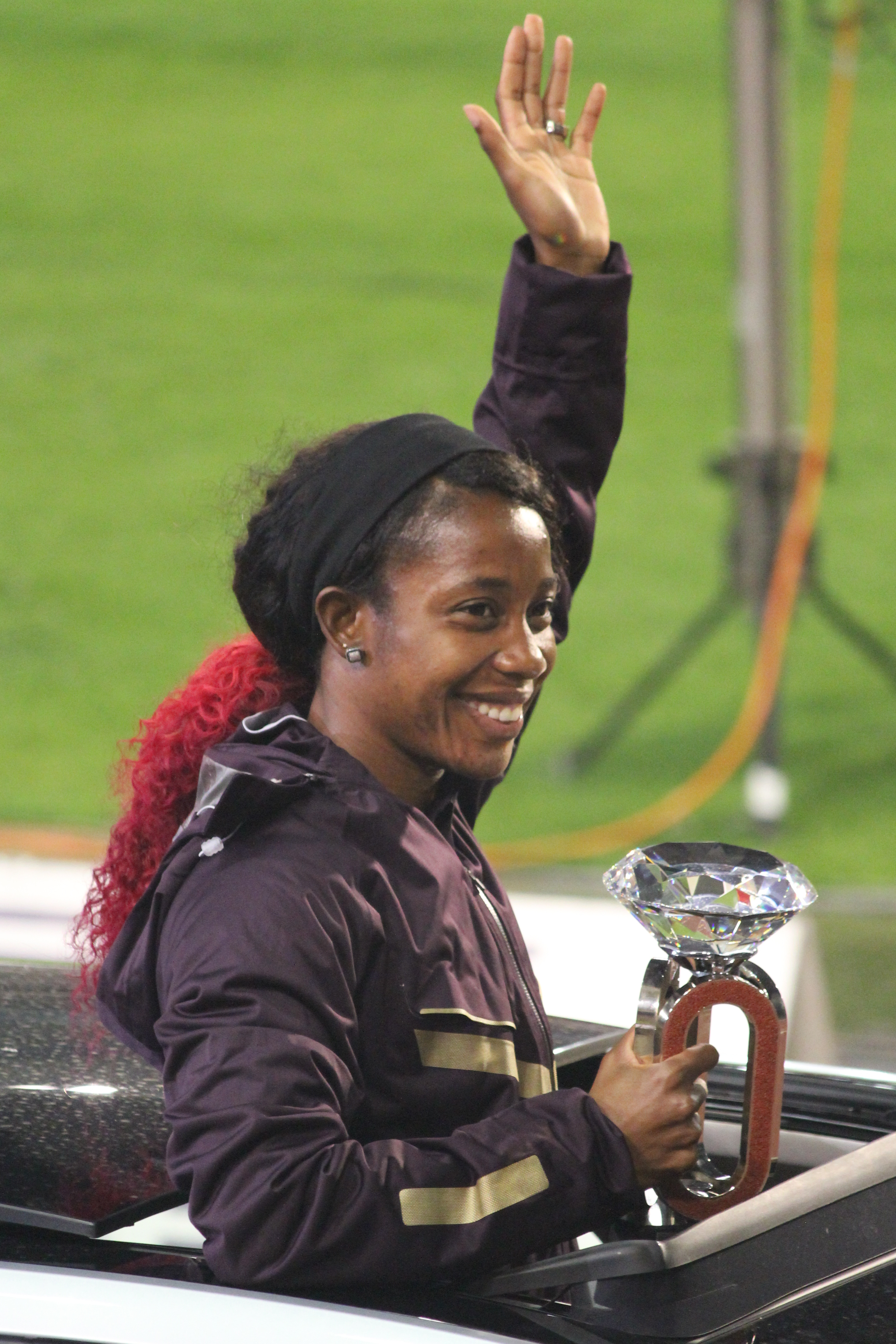
2013 год

На чемпионате мира 2011 года в Тэгу на дистанции 100 метров стала четвёртой с результатом 10,99 сек, на 0,01 сек отстав от бронзового призёра Келли-Энн Баптист. В эстафете 4×100 метров Шелли-Энн бежала в финале на первом этапе, ямайские бегуньи установили национальный рекорд (41,70), но уступили 0,14 сек американкам.
На Олимпийских играх 2012 года в Лондоне Фрейзер-Прайс завоевала три медали. 4 августа она победила на дистанции 100 метров с результатом 10,75, американка Кармелита Джетер отстала на 0,03 сек. 8 августа Фрейзер-Прайс стала второй в финале забега на 200 метров с личным рекордом 22,09 сек, золото выиграла американка Эллисон Феликс (21.88). В эстафете 4×100 метров борьба ожидаемо развернулась между американскими и ямайскими бегуньями. Американки сумели установить мировой рекорд (40,82) и выиграли золото, ямайские бегуньи (Фрейзер-Прайс выступала на первом этапе) с национальным рекордом (41,41) остались вторыми.
Победительница Бриллиантовой лиги IAAF 2012, 2013 и 2015 годов на дистанции 100 метров, а также Бриллиантовой лиги 2013 года на дистанции 200 метров.
Чемпионат мира 2013 года в Москве стал самым успешным в карьере Фрейзер-Прайс. 12 августа она победила на 100-метровке с лучшим результатом сезона в мира (10,71), занявшая второе место Мюриэль Ауре отстала на 0,22 сек. Через 4 дня история повторилась в финале дистанции 200 метров: Фрейзер-Прайс выиграла золото с результатом 22,17, Ауре стала второй. При этом показавшая лучшее время в полуфинале Эллисон Феликс не сумела финишировать. 18 августа Фрейзер-Прайс бежала на последнем этапе эстафеты 4×100 метров и принесла Ямайке золото с рекордом чемпионатов мира (41,29), американки, выступавшие в ослабленном составе, отстали на 1,46 сек. По итогам 2013 года Фрейзер-Прайс была признана лучшей легкоатлеткой мира.

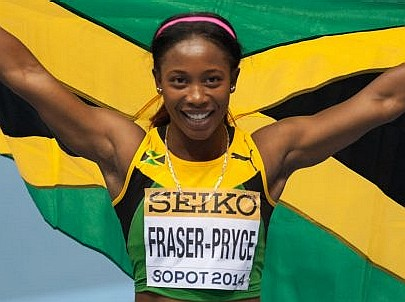
Фрейзер-Прайс после победы на дистанции 60 метров на чемпионате мира в помещении 2014 года

На чемпионате мира в помещении 2014 года в Сопоте выиграла единственное в карьере золото на дистанции 60 метров с лучшим результатом сезона в мире (6,98), Мюриэль Ауре проиграла 0,03 сек. В мае 2014 года Фрейзер-Прайс выступила на чемпионате мира по легкоатлетическим эстафетам в Нассау, где стала бронзовым призёром в эстафете 4×200 метров (первая два места заняли команды США и Великобритании). В начале августа 2014 года победила в составе сборной Ямайки в эстафете 4×100 метров на Играх Содружества в Глазго.
На чемпионате мира 2015 года в Пекине Фрейзер-Прайс выиграла 100-метровку второй раз подряд, в финале она пробежала за 10,76 (на 0,02 сек медленнее своего же лучшего результата сезона в мире), Дафне Схипперс с рекордом Нидерландов (10,81) заняла второе место. На 200-метровке в Пекине Фрейзер-Прайс решила не выступать. В эстафете 4×100 метров Фрейзер-Прайс бежала на последнем этапе и в предварительном забеге (команда Ямайки показала лучший результат сезона в мире — 41,84), и в финале. В решающем забеге ямайские бегуньи (Вероника Кэмпбелл-Браун, Наташа Моррисон, Элейн Томпсон, Фрейзер-Прайс) установили рекорд чемпионатов мира и рекорд Ямайки (41,07), команда США отстала на 0,61 сек.
На Олимпийских играх 2016 года в Бразилии Фрейзер-Прайс рассматривалась как фаворит на дистанциях 100 и 200 метров. Однако по ходу сезона хорошую форму набрала Элейн Томпсон, и она стала главным героем спринта на Играх 2016 года. В финале 100-метровки Томпсон показала время 10,71 и выиграла золото, Фрейзер-Прайс, пробежавшая за 10,86, лишь после просмотра фотофиниша получила бронзовую медаль, опередив Мари-Жозе Та Лу. На дистанции 200 метров Фрейзер-Прайс не выступала, золото выиграла Элейн Томпсон. В эстафете 4×100 метров Фрейзер-Прайс бежала на последнем этапе, но не сумела опередить американку Тори Боуи. Команда США победила со вторым результатом в истории эстафеты (41,01), команда Ямайки отстала на 0,35 сек.
После пропуска чемпионата мира 2017 года из-за рождения сына Фрейзер-Прайс вернулась в большой спорт и доказала, что продолжает оставаться лидером мирового спринта. В августе 2019 года Фрейзер-Прайс победила на 200-метровке на Панамериканских играх в Лиме с лучшим результатом в истории Игр (22,43). В 2019 году в Дохе Шелли-Энн четвёртый раз в карьере победила на 100-метровке на чемпионате мира. В финале Фрейзер-Прайс показала лучший результат сезона в мире (10,71), британка Дина Эшер-Смит с национальным рекордом заняла второе место (10,83). Фрейзер-Прайс вновь решила не выступать на 200-метровке, а в эстафете 4×100 метров бежала на втором этапе и в предварительном забеге, и в финале. Сборная Ямайки победила с лучшим результатом сезона в мире (41,44).

### 2020-е годы

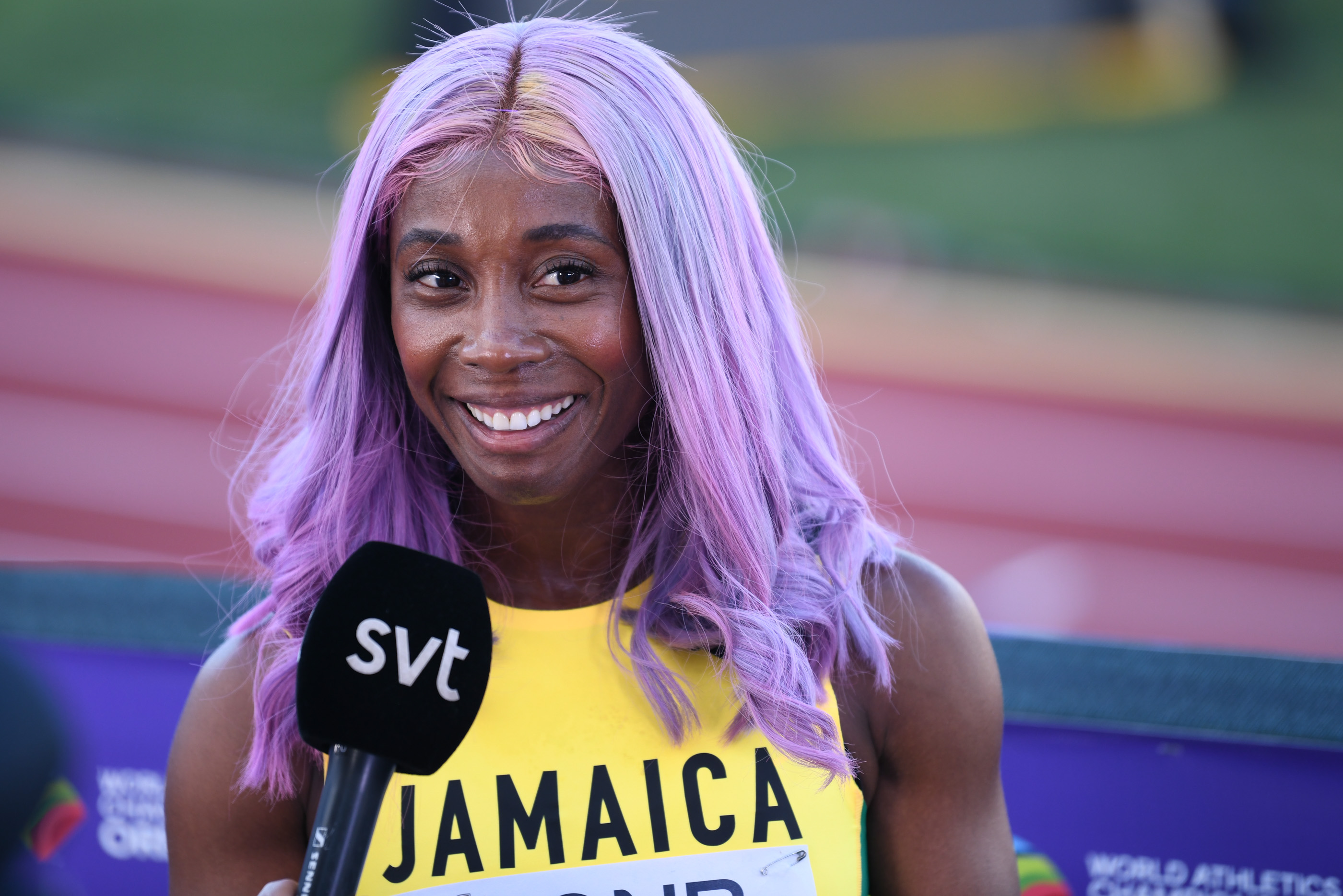
Чемпионат мира 2022 года

На Олимпийских играх в Токио, прошедших в 2021 году, Фрейзер-Прайс на 100-метровке вновь боролась за золото с Элейн Томпсон-Хера. В полуфинале Фрейзер-Прайс показала лучшее время (10,73), однако в финале Томпсон-Хера показала второй результат в истории дистанции 100 метров, установив олимпийский рекорд и рекорд Ямайки (10,61). Фрейзер-Прайс с результатом 10,74 заняла второе место, ещё одна бегунья с Ямайки Шерика Джексон заняла третье место (10,76). Фрейзер-Прайс завоевала медаль на дистанции 100 метров на четвёртых Олимпийских играх подряд. На 200-метровке Фрейзер-Прайс осталась в финале на четвёртом месте с результатом 21,94, золото с рекордом Ямайки выиграла Томпсон-Хера (21,53). В эстафете 4×100 метров 6 августа Шелли-Энн бежала на третьем этапе в финале, передав палочку Шерике Джексон. Ямайские бегуньи выиграли золото с национальным рекордом (41,02), сборная США отстала на 0,43 сек. Для женской сборной Ямайки эта победа стала второй в истории на Олимпийских играх (впервые они выиграли в 2004 году). Эта медаль стала для Фрейзер-Прайс восьмой на Олимпийских играх, в том числе третьей золотой.
В августе 2021 года после Олимпийских игр Фрейзер-Прайс выиграла 100 метров на этапе «Бриллиантовой лиги» в Лозанне с личным рекордом — 10,60 сек. Тем самым Фрейзер-Прайс стала третьей самой быстрой женщиной в истории на этой дистанции (чуть ранее Томпсон-Хера пробежала в Юджине за 10,54).
На чемпионате мира 2022 года завоевала три медали (включая пятое в карьере золото на 100-метровке) и довела общее количество своих наград с летних чемпионатов мира до 14 (10 золотых и 4 серебряные). На дистанции 100 метров Фрейзер-Прайс побила рекорд чемпионатов мира, который был установлен в 1999 году Мэрион Джонс (10,70). Фрейзер-Прайс пробежала в финале за 10,67.

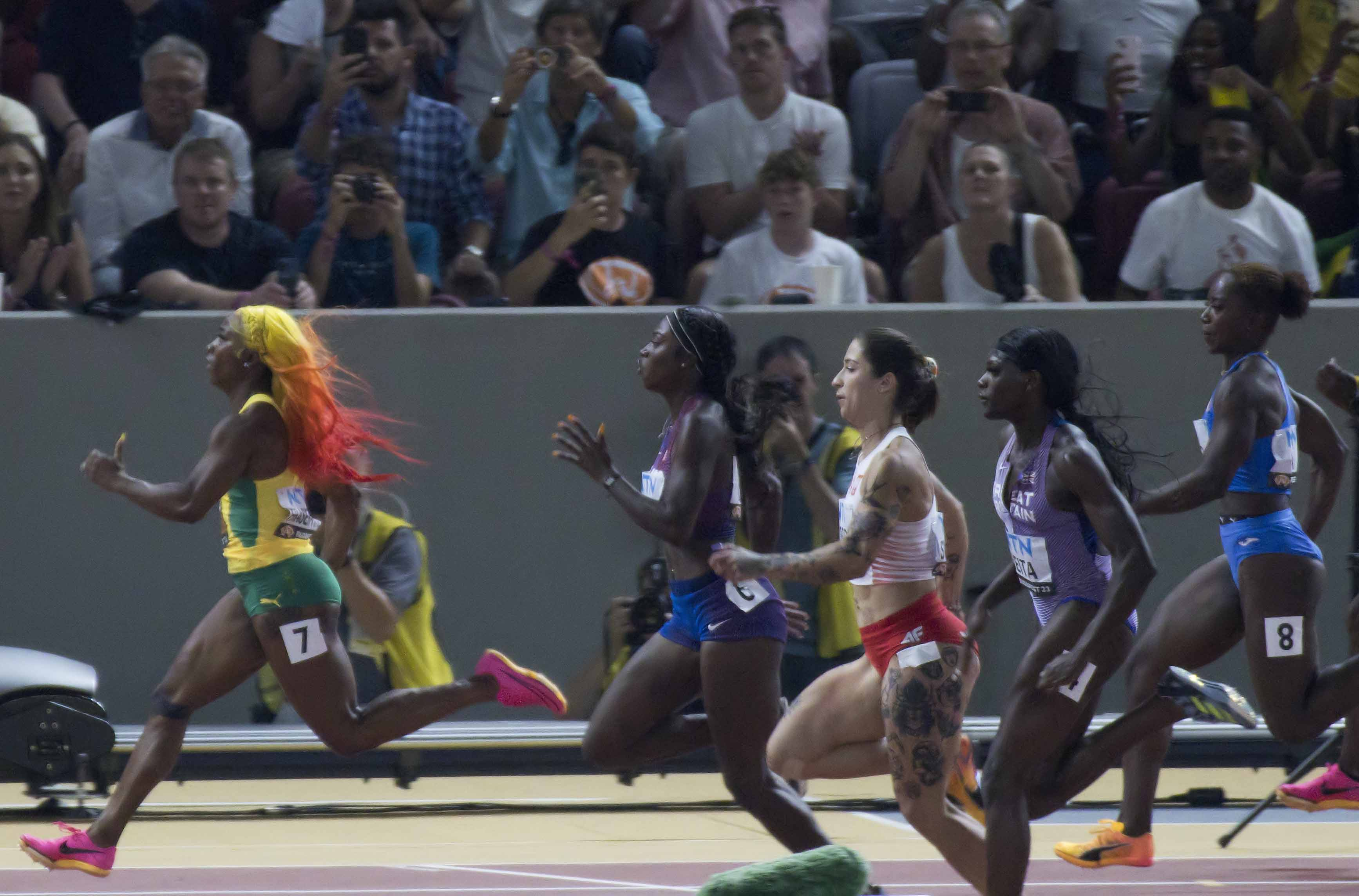
Фрейзер-Прайс (слева) на чемпионате мира 2023 года

В 2023 году на чемпионате мира в Будапеште ямайская бегунья стала третьей в беге на 100 метров с результатом 10,77 сек. Это была 15-я медаль Фрейзер-Прайс на чемпионатах мира, она обошла Мерлин Отти и Усэйна Болта по общему количеству наград и вышла на чистое второе место после Эллисон Феликс (20). Там же завоевала серебро в эстафете 4×100 метров, где команда Ямайки (41,21) уступила в финале сборной США, установившей рекорд чемпионатов мира (41,03).

### Выступления на Олимпийских играх
| Олимпийские игры    | 100 м  | 200 м | Эстафета 4×100 м |
| ------------------- | ------ | ----- | ---------------- |
| 2008 Пекин          | 1      | —     | DNF              |
| 2012 Лондон         | 1      | 2     | 2                |
| 2016 Рио-де-Жанейро | 3      | —     | 2                |
| 2020 Токио          | 2      | 4     | 1                |
| 2024 Париж          | DNS SF | —     | —                |

## Личные рекорды
| Дистанция  | Дата            | Город              | Время (с) | Ветер    |
| ---------- | --------------- | ------------------ | --------- | -------- |
| 100 метров | 26 августа 2021 | Лозанна, Швейцария | 10,60     | +1,7 м/с |
| 200 метров | 27 июня 2021    | Кингстон, Ямайка   | 21,79     | +0,8 м/с |